# IC 271
IC 271 ist eine leuchtschwache irreguläre Zwerggalaxie im Sternbild Eridanus am Südsternhimmel. Sie ist schätzungsweise 70 Millionen Lichtjahre von der Milchstraße entfernt und hat einen Durchmesser von etwa 20.000 Lichtjahren.

Im selben Himmelsareal befindet sich unter anderem die Galaxie NGC 1162.
Das Objekt wurde am 14. Dezember 1892 vom französischen Astronomen Stéphane Javelle entdeckt.